# وزغ آتش‌دل لیچوان
وزغ آتش‌دل لیچوان (نام علمی: Bombina lichuanensis) نام یک گونه از سرده وزغ آتش‌دل است.